# Venstre Sammen
Venstre Sammen (Polsk: Lewica Razem) er et politisk parti i Polen, der blev grundlagt i 2015.
| Politik | Spire Denne artikel om politik og ideologi er en spire som bør udbygges. Du er velkommen til at hjælpe Wikipedia ved at udvide den. |